# Biełaruś-1
Biełaruś-1 (biał. Беларусь-1) – pierwszy kanał telewizyjny białoruskiego nadawcy Biełteleradyjokampanija. Kanał rozpoczął nadawanie 1 stycznia 1956 roku.
Obecnym dyrektorem stacji jest Iwan Eismant.
Wspiera prezydenturę Alaksandra Łukaszenki i rozpowszechnia poglądy przywódców politycznych, w tym w szczególności propagandę na Białorusi.

## Programy
- „Dzień dobry, Białoruś!” (Добрай раніцы, Беларусь!)
- „Oto i show!” (Вось дык шоў!)
- „Życie jak życie” (Жыцьцё як жыцьцё)
- „Zdrowie” (Здароўе)
- „Ludzie kultury” (Культурныя людзі)
- „Istnienie” (Існасьць)
- „We własnej osobie” (Уласнай пэрсонай)
- „Poranna fala” (Ранішняя хваля)
- „Szpilka” (Шпілька)
- „Novosti” (Новости)
- „Panorama” (Панорама)

## Cenzura i propaganda
Międzynarodowi eksperci i białoruska opozycja określają telewizję państwową jako jeden z najważniejszych instrumentów propagandowych autorytarnego reżimu Alaksandra Łukaszenki. Jest oskarżany o rozpowszechnianie dezinformacji, opowiadanie się za represjami politycznymi, manipulowanie wynikami wyborów i szkodzenie krytykom reżimu.
Na pracowników i kadrę kierowniczą państwowych stacji telewizyjnych, w tym stacji Biełaruś-1, nałożono kilkakrotnie sankcje UE i USA.
Według reportażystki, która odeszła z kanału podczas protestów na Białorusi w sierpniu 2020 roku, kanał Biełaruś-1 był poddany ostrej cenzurze. Przykładowo istniała lista osób, o których nie można było wspominać w wiadomościach, na której pojawiali się m.in. politycy opozycji; istniała także czarna lista ekonomistów i politologów, którzy nie mogli udzielać komentarzy. Zabronione było także wymawianie słów „stalinizm”, „kult jednostki” czy „Gułag”. Istnienie cenzury potwierdził także dziennikarz telewizyjnej agencji informacyjnej Alaksandr Łuczonak, który również zrezygnował w proteście przeciwko propagandzie.